# Bjelovarski majburger
Majburger ili Bjelovarski majburger  naziv je za juneće pljeskavice porijeklom iz Bjelovara.

## Povijest
1983. godine majburger je proizvodila  tvornica „5. maj“, recepturom Branka Ognjenovića Medenog koji je i znan kao "otac majburgera". Ime je dobio po tvornici iz koje je potekao. 
Skinut je sa tržišta 1997. godine, a je ponovo vraćen 29. rujna 2017. godine na dan grada Bjelovara te 16. listopada stavljen je u prodaju pod proizvodnjom mesnice „Šiki“ i na prodaji unutar Gradske tržnice u Bjelovaru i prodavaonice "Bilogorska košara". Po povratku je vraćen kao bjelovarski brendiran proizvod.
Dana, 29. rujna 2017. bilo je prvo kušanje proizvoda na Gradskoj tržnici s Brankom Ognjenovićem Medenim kao kuharom. Prodano je oko 1000 majburgera u rekordnom roku te je objavljeno, da je bilo premalo proizvoda s obzirom na građanski interes.